# Опел Карл
„Опел Карл“ (Opel Karl) е модел миниавтомобили на германския производител „Опел“, произвеждан от 2015 до 2019 година.
Разработен е от „Дженеръл Мотърс“ и силно наподобява пуснатото малко по-късно четвърто поколение на „Шевролет Спарк“. Автомобилът заменя предходния модел „Опел Агила“, има еднолитров бензинов двигател и се произвежда в Южна Корея.
Във Великобритания се продава под марката „Воксхол Вива“.